# Politis
Politis est un hebdomadaire français d'actualités. Fondé en 1988 par Bernard Langlois et d'autres journalistes parmi lesquels Jean-Paul Besset, Michel Naudy, Rémy Galland., ce journal traite de l'actualité politique et sociale et se réclame de la gauche antilibérale et écologiste. Il est membre fondateur de l'association Attac-France.

## Historique
Sa gestation démarre au début de l'année 1987, quand une équipe de journalistes (Raja Nasrallah, Rémy Galland, Jean-Paul Besset, Michel Naudy, etc.) réunis autour de Bernard Langlois fonde Politis, Le Citoyen. Son premier numéro paraît le 21 janvier 1988. Sa une proclame « La France manque d'immigrés ». Dans le courant de l'année 1988, d'autres journalistes rejoignent l'équipe, parmi lesquels Fabrice Nicolino, dès janvier, Paul Moreira, Jean-Michel Aphatie, Ahmed Boubaker. Dans les années 1990, le journal connaît plusieurs arrêts et dépôts de bilan.
En novembre 2000, Politis inaugure une nouvelle formule qui sera modifiée légèrement en janvier 2007. Cette dernière subit un changement graphique à partir du numéro du 22 janvier 2009. À nouveau, Politis change la maquette de l'hebdomadaire à partir du 21 janvier 2016 ainsi que sa plateforme Internet.
Depuis 2004, Politis édite deux hors-séries par an. Lors de l'été 2009, Politis passe au papier labellisé PEFC conformément à ses engagements écologiques et environnementaux.
En janvier 2006, un nouveau site Internet du journal voit le jour. La version de 2007 héberge sous sa bannière les blogs de la rédaction et ses invités.
À la fin du mois de janvier 2010, Bernard Langlois cesse la parution de son Bloc-notes dans Politis et met un terme à sa collaboration avec l'hebdomadaire dont il fut le fondateur.
En avril 2018, Pouria Amirshahi est nommé président et directeur de publication.
Un renouvellement important de l'équipe de direction intervient à partir de 2021 : Agnès Rousseaux est nommée directrice en 2021, en 2022 François Longérinas devient directeur de publication et Pierre Jacquemain rédacteur en chef.

## Ligne éditoriale
Cette section ne s'appuie pas, ou pas assez, sur des sources secondaires ou tertiaires indépendantes du sujet. Le texte peut contenir des analyses inexactes ou inédites de sources primaires.
Pour l'améliorer, ajoutez-en, ou placez des modèles {{Source secondaire souhaitée}} ou {{Source secondaire nécessaire}} sur les passages mal sourcés. (janvier 2023)
Politis est un journal d'opinion à l'« engagement humaniste, social et écologiste » selon son directeur de la publication Denis Sieffert, une ligne résumée par Libération comme étant « rose-rouge-verte » . Le journal se dit attaché à la « défense des services publics et des biens communs de la société » et refuse le « marché omnipotent où tout s'achète et tout se vend » ainsi que l'idéologie du choc des civilisations. Il est considéré comme l’hebdomadaire de la gauche antilibérale.
Membre fondateur d'Attac, Politis combat pour une Europe sociale. Le journal fait campagne pour le « Non » lors du référendum de mai 2005 relatif au Traité établissant une Constitution pour l'Europe. Dans la lignée, Politis soutient les initiatives pour des candidatures unitaires de la gauche antilibérale lors de l'élection présidentielle de 2007. Une partie de la rédaction du journal - notamment Bernard Langlois - soutiendra la candidature de José Bové à cette élection présidentielle. Pour les élections européennes de 2009, Politis lance un appel à la constitution de listes unitaires « pour une autre Europe ».
Le 15 mai 2008, Politis lance dans ses colonnes un appel pour « l'Alternative à gauche». Denis Sieffert assume le « rôle particulier » - « qui n'est pas dans [la] vocation première, mais n'est nullement contradictoire avec [le] combat » - de Politis pour cet appel dont l'objectif est la création d'un cadre permanent d'action et de réflexion pour l'ensemble des courants politiques de la gauche sociale et écologiste.
Politis ouvre ses colonnes à plusieurs sensibilités de la gauche de la gauche : gauche du PS, Ligue communiste révolutionnaire (LCR), Les Verts, PCF, Attac, MRC, le MARS, Les Alternatifs, etc. Les pages « Résistances » du journal se font l'écho des combats de la gauche antilibérale et son site Internet propose un « Agenda militant ».
Politis crée dès 1989 l'une des premières rubriques Écologie de la presse française, et développe des thèmes écologiques - déchets, eau, zones humides, forêts -. Jean-Paul Besset et Fabrice Nicolino sont les deux responsables de cette évolution[réf. nécessaire]. Le journal se fait ensuite le porte voix de l'écologie politique. Refusant « l'idée d'une écologie abâtardie », le journal soutient en 1994 le virage à gauche des Verts qui se démarque alors de la logique « ni droite, ni gauche » qui était la sienne lors de sa fondation.
En octobre 2023, Emmanuel Macron lance les États généraux de l'information qui « suscitent désaccords et inquiétudes dans la profession ». En réponse, à l'initiative du Fonds pour une presse libre, plus de 100 médias dont Politis se mobilisent et organisent les états généraux de la presse indépendante.

## Situation financière
Politis, Le Citoyen est né d'un appel public à l'épargne portant sur 6 millions de francs à souscrire par actions nominatives de 500 francs. Les premières difficultés du journal sont dues à sa sous-capitalisation. Dès 1988, c'est la générosité de Pierre Bergé qui lui permet de continuer d'exister.
Au début de l'année 1990, un montage financier associant la MACIF, le promoteur Pellerin et l’entreprise Spie Batignolles ne verra finalement pas le jour par suite de la publication en juin dans Politis d'un article de Fabrice Nicolino intitulé « Brioude, une bombe au cœur de la ville ? ». Cette enquête dénonçant la manipulation de produits chimiques dans la ville d'Auvergne par un laboratoire de solvants industriels, la Speichim, appartenant à Spie Batignolles, les investisseurs abandonnèrent ce projet.
L'hebdomadaire continue à être confronté à une situation financière délicate. Le capital du journal s'ouvre à Thierry Wilhelm (1998) puis au Monde diplomatique (2000). Ce dernier possède 34 % du capital, lui apportant également une aide technique et administrative. Politis est alors édité par SAS Politis, une société par actions simplifiée au capital de 300 000 euros. Ses principaux actionnaires sont l'Association pour la défense de la pluralité de la presse, Doxa SAS et Le Monde diplomatique.
Le 8 août 2006, le journal a été placé en redressement judiciaire. Thierry Wilhelm, l’actionnaire pressenti pour la mise en place du plan de reprise s'étant désisté le 1er octobre 2006, le personnel de Politis lance un appel pour récolter un million d'euros afin de sauver l'hebdomadaire. Denis Sieffert affirme que cette crise est due aux « négligences répétées » en matière de gestion et l' « absentéisme chronique » du directeur général de l'époque, Jean-Pierre Beauvais. En filigrane, cette crise révèle aussi les tensions entre une rédaction soucieuse de son indépendance éditoriale et une équipe dirigeante autour de Beauvais qui prend fait et cause pour le président d'Attac, Jacques Nikonoff.
L'association « Pour Politis » s'est créée afin de sauver le journal. L'association compte 1 500 lecteurs adhérents. Elle a permis de recueillir 941 000 € auprès de lecteurs et ainsi de sauver le journal. Le tribunal de commerce de Paris a jugé le 15 novembre 2006 que le plan de reprise déposé par le personnel de l'hebdomadaire était viable.
Le journal est désormais édité par la SAS Politis, une société par actions simplifiée au capital de 446 000 euros[Quand ?], de 375 238 euros en février 2019 (selon l’ours du n.1539 du 7 au 13 février 2019). Parmi ses actionnaires, on retrouve l'association « Pour Politis » (65 % du capital), ainsi que Christophe Kantcheff, Denis Sieffert, Pascal Boniface, Laurent Chemla, Valentin Lacambre et Jean-Louis Gueydon de Dives.
En 2014, l'hebdomadaire et l'association Pour Politis lancent une campagne d'abonnements afin de pérenniser le journal. Avec un déficit de 99 000 euros pour l'année 2013 « presque entièrement imputable à la vente au numéro, alors que les abonnements se maintiennent et que les abonnements web, encore marginaux, progressent doucement », Politis affirme avoir besoin de 800 nouveaux abonnés pour ne pas connaître une nouvelle crise. L'hebdomadaire lance une campagne d'appel à dons à partir de la fin octobre 2015 afin de garantir la survie et l'indépendance de Politis qui est soutenue par de nombreuses personnalités politiques, intellectuelles ou culturelles[réf. nécessaire].
En 2021, Politis connaît une crise économique particulièrement grave. Pour éviter de disparaître, une campagne de sauvetage est lancée à l'automne 2021 avec pour objectif de récolter 500 000 € de dons. À la suite d'une forte mobilisation des lecteurs et des abonnés, 650 000 € sont récoltés.

## Transformation de Politis enSCIC
Le 3 septembre 2024, Politis devient une Société coopérative d'intérêt collectif. Son capital social est abaissé à 12 000 euros. Les parts sociales, d'une valeur de 50 euros, peuvent être souscrites après validation par l'association Pour Politis. La coopérative comprend quatre collèges : collège des salariés (30% des votes) ; collège des bénéficiaires (lecteurs et lectrices, 30% des votes) ; collège des partenaires (autres médias, ONG, associations, etc., 20% des votes) ; collège des financeurs (banques, 20% des votes). Le siège social de l'hebdomadaire est transféré au 78 rue Compans, dans le 19e arrondissement de Paris.

## Audience et diffusion
Pendant longtemps, le journal ne réussit pas à élargir le petit cercle de lecteurs fidèles composé principalement de militants et de sympathisants de la mouvance écolo ou de la gauche du Parti socialiste, chevènementistes, communistes… Les abonnements ne dépassent pas alors les 10 000 exemplaires (1999), les ventes en kiosques restant marginales.
Fin 2017, Politis revendique une diffusion d'environ 20 000 exemplaires par numéro et compte 10 500 abonnés et 400 abonnés web.